# 천민
천민(한국 한자: 賤民)은 한국 왕조의 가장 낮은 평민 계급이었다. 이들은 고려(918~1392)와 조선(1392~1897) 농경 관료 시대에 번성했다.

## 사회계층제도
한국의 이 카스트식 제도에서 이 사회 계층은 대체로 세습되었으며 상류층이 "부정한" 것으로 간주하는 특정 직업을 기반으로 했다. 이 더러운 직업에는 정육, 무당, 제화공, 금속 세공인, 매춘부, 마술사, 간수, 공연자(기생 등)가 포함되었다. 노비는 양반과 왕족을 섬기기 위해 천민계급에서 데려온 하인이었지만, 노비와 마찬가지로 주인의 재산으로 여겨 다른 고위층에게 넘겨줄 수 있었다.
양반의 여자 예인인 기생은 교육을 받았지만 사회에서 존경받지 못하는 계층에 속한다. 이 카스트식 제도의 유전적 특성은 한국 역사 초기에 제도화된 차별과 편견을 낳았다. 천민은 관직에 들어가거나 관직 시험을 치르는 것을 포함한 대부분의 사회 진출이 금지되었기 때문이다.
천민은 백정이라 불리는 전통적인 불가촉천민이나 소외된 계층보다 한 단계 위이지만, 백정처럼 사회로부터 고립되고, 사회로부터 멀리 떨어진 게토에서 소외된 채 차별받는 삶을 살았다. 천민은 다른 한국인들이 불결하거나 품위가 없다고 생각하는 일을 수행했지만 여전히 한국 왕조 사회에서 필수적인 기능과 역할을 수행했다. 정육, 제화공, 불결한 일을 수행하는 이들의 일은 다른 사람이 할 수 없는 서비스를 다른 계층에 제공했다.

## 유산
한국 왕조의 계급과 카스트식 제도는 더 이상 존재하지 않으며 현대에 들어와서 대부분 사라졌지만, 자신의 직업이나 선조의 이전 직업에 근거한 그러한 사회적 차별의 잔재가 오늘날에도 한국의 전통적 사고와 가치를 계속 형성하고 있다.

## 예외
조선왕조의 역사를 통틀어 계급적 신분을 극복한 천민의 특별한 사례는 몇 안 된다.
왕비 최빈은 왕비보다 한 단계 낮은 조선 왕비의 최고 지위에 올랐다. 영조의 어머니 최씨는 본래 무수리, 즉 노비의 신분으로 궁궐에 들어왔다. 어머니의 천한 집안 탓에 영조는 이복형의 치세에 세자로 책봉되면서 여러 차례 목숨을 걸고 시련을 겪었다. 인원왕후의 양자가 되어 그녀의 보호를 받았지만, 많은 귀족들은 천한 왕자가 왕이 되어 나라를 다스리는데 반대했다.
장금(張針, 16세기 초, 성 서씨)은 본래 천민계 의녀로서 한국 역사상 최초의 여의사가 되었다. 조선왕조실록에 따르면 중종은 장금의 의학적 지식을 인정하고 그녀에게 왕실 전체의 보살핌을 맡겼다. 이에 중중왕은 장금을 조정의 세 번째 최고 관원으로 승진시켰고, 대(大)의 사용을 허가 받았아 이름 앞에 붙였다.

## 같이 보기
- 한국의 문화
- 불가촉천민
- 양반
- 중인
- 노비
- 백정